# Harry Siljander
Harry Valfrid Siljander, född 10 december 1922 i Helsingfors, död 5 maj 2010 i Esbo, var en finländsk boxare.
Siljander blev olympisk bronsmedaljör i lätt tungvikt i boxning vid sommarspelen 1952 i Helsingfors.